# In My Life
Vous lisez un « article de qualité » labellisé en 2020.
Pour les articles homonymes, voir In My Life (homonymie).
Pistes de Rubber Soul
I'm Looking Through You Wait
In My Life est une chanson des Beatles, écrite par John Lennon, composée avec l'aide de Paul McCartney, et signée Lennon/McCartney. Elle est publiée sur l'album Rubber Soul le 3 décembre 1965 au Royaume-Uni sous le label Parlophone, et trois jours plus tard aux États-Unis par Capitol Records. La chanson ne sort toutefois pas en single, puisque le groupe choisit deux autres titres, We Can Work It Out et Day Tripper, qui sont édités en « double face A » le jour de la sortie de Rubber Soul.
In My Life est le fruit d'une longue réflexion de la part de son auteur. Alors que Lennon publie un premier livre, En flagrant délire, le journaliste Kenneth Allsop le questionne en mars 1964 sur une éventuelle composition évoquant son enfance, inspirée de l'écriture de l’œuvre. Le guitariste écrit dans un premier temps un poème faisant référence aux lieux qu'il fréquentait durant son adolescence à Liverpool, puis imagine une chanson rendant hommage à ses amis et relations amoureuses de cette période. Les origines précises de la mélodie de In My Life sont incertaines en raison de la différence entre les témoignages de John Lennon et de Paul McCartney. La chanson est l'une des seules de l'histoire du groupe, avec Eleanor Rigby, où le degré de collaboration soit contesté par les deux musiciens après la séparation des Beatles. Une étude statistique publiée en 2018 conclut néanmoins que la composition est vraisemblablement l’œuvre de John Lennon.
Depuis 1964 et leur rencontre avec Bob Dylan, les Beatles souhaitent élargir les thèmes abordés dans leurs chansons et perfectionner leurs techniques d'enregistrement en studio. Le groupe est également initié à la consommation de substances psychotropes, la marijuana puis le LSD. La chanson est une ballade aux sonorités folk, enregistrée en trois prises les 18 et 22 octobre 1965 aux studios EMI de Londres. John Lennon est au chant et à la guitare, accompagné par George Harrison, Paul McCartney officie en tant que bassiste, tandis que Ringo Starr est à la batterie et au tambourin. Le pont inclut un solo de piano, ajouté lors du re-recording, et exécuté par le producteur George Martin, dont la technique d'enregistrement permet d'obtenir un son de clavecin baroque.
À sa sortie, In My Life est unanimement saluée par la critique musicale. Considéré comme une des œuvres majeures de John Lennon, le titre est classé vingt-troisième dans la liste des 500 plus grandes chansons de tous les temps, publiée par le magazine Rolling Stone en 2003. In My Life a également fait l'objet de nombreuses reprises par plusieurs artistes internationaux.

## Genèse

### Contexte

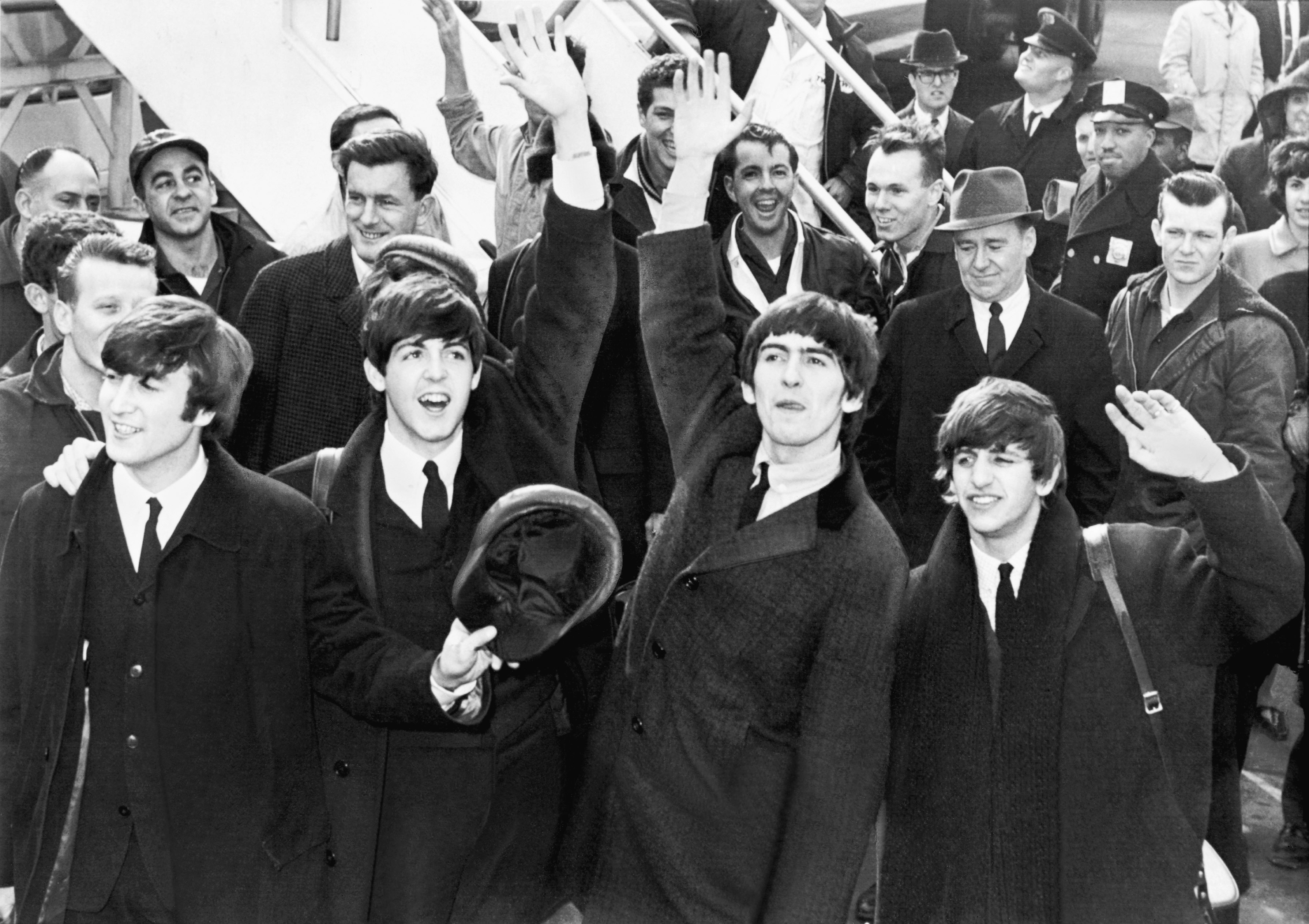
Les tournées américaines de 1964 et 1965 contribuent à l'explosion de la popularité du groupe.

Après la sortie de l'album With the Beatles en 1963, les Beatles vivent une période glorieuse dans leur carrière musicale. La Beatlemania, phénomène né au Royaume-Uni, connaît un succès croissant pour le groupe, qui multiplie les tournées en Europe. Les concerts demandent des moyens matériels et humains de plus en plus importants, et notamment la présence d'une protection policière en raison du comportement hystérique et inattendu de certains fans. Aux États-Unis, les singles du groupe sont régulièrement diffusés sur les radios locales, mais la formation ne s'est jamais rendue sur place. Afin de promouvoir le groupe, une série de concerts est organisée à travers le pays en février 1964. Brian Epstein, le manager des Beatles, négocie également deux passages en direct dans l'émission The Ed Sullivan Show. Leur première représentation, enregistrée en direct à New York le 9 février 1964, réunit une audience de soixante-treize millions de téléspectateurs. Deux jours plus tard, les Beatles effectuent leur premier concert en public à Washington devant plus de 8 000 personnes. Leur seconde prestation télévisée a lieu quelques jours plus tard à Miami, depuis leur hôtel ; le groupe partage l'émission avec la chanteuse Mitzi Gaynor. Après cette fastueuse première tournée, l'album A Hard Day's Night est publié en juillet 1964, juste avant l'organisation de la seconde tournée, prévue pour le mois d'août. Le label Capitol Records souhaite alors publier un album live issu d'une représentation à Los Angeles, mais renonce en constatant que les conditions d'enregistrement sont impossibles en raison des cris des spectateurs. C'est durant cette deuxième série de concerts que les Beatles rencontrent Bob Dylan à New York, le 28 août 1964. À la suite de cette entrevue, le célèbre chanteur de folk initie le groupe à la consommation de cannabis.
Beatles for Sale est enregistré au retour du groupe dans son pays d'origine, selon la volonté du producteur George Martin et du manager Brian Epstein, qui souhaitent la publication de deux albums par an. L'année suivante est marquée par la sortie de l'album Help! et de son film associé. Ringo Starr déclare à propos du tournage du film : « On a fumé une quantité diabolique d'herbe pendant le tournage du film. C'était génial. Ça rendait les choses encore plus rigolotes ». Le succès est de nouveau au rendez-vous pour la formation, et se solde par la planification d'une nouvelle série de concerts aux États-Unis, prévue pour août 1965. Celle-ci débute par un concert historique au Shea Stadium de New York le 15 août 1965, qui attire près de 56 000 personnes et constitue un record pour l'époque. Les Beatles profitent du séjour aux États-Unis pour rencontrer Elvis Presley et la série de concerts s'achève le 31 août 1965 par une prestation à San Francisco. Après leur retour au Royaume-Uni, les musiciens s'accordent quelques semaines de congés, mais Brian Epstein souhaite produire un nouvel album avant la fin de l'année 1965. John Lennon et George Harrison sont entretemps initiés au LSD par un dentiste londonien durant l'été 1965, et en consomment régulièrement par la suite. Influencé par ses expériences aux États-Unis, et notamment sa rencontre avec Bob Dylan, le groupe ressent davantage le besoin et la satisfaction à travailler en studio,. « Techniquement et musicalement, on s'améliorait. On a fini par prendre le pouvoir en studio. Rubber Soul est né parce qu'on avait tous appris le studio », déclare John Lennon. À l'automne 1965, le duo Lennon/McCartney commence à élaborer les futures chansons de l'album Rubber Soul, dont In My Life fait déjà partie. Cependant, les deux musiciens doivent composer dans l'urgence les autres titres nécessaires à l'album, et font parfois face à un manque d’inspiration,.

### Écriture et composition
« There are places I'll remember all my life, though some have changed... »

— John Lennon, premiers mots de In My Life
John Lennon écrit les paroles de In My Life alors qu'il se trouve dans sa propriété de Weybridge, en Angleterre. Les origines de la chanson font suite à la publication de ses deux ouvrages, En flagrant délire en 1964 et A Spaniard in the Works l'année suivante, où il livre des histoires courtes, des poèmes et des illustrations,. L'idée survient en mars 1964 lorsque Kenneth Allsop, écrivain et journaliste britannique, lui demande pourquoi il n'écrit pas ses chansons dans le même style que ses livres,. L'écrivain le questionne également sur une éventuelle composition sur son enfance. À la suite de ces remarques, Lennon projette tout d'abord d'écrire une chanson sur sa vie, en listant dans un premier temps les lieux qui l'ont marqué à Liverpool durant ses jeunes années. Il évoque différents endroits de la ville comme Penny Lane (qui donnera la chanson du même nom), Church Road, Calderstones Park, ou encore le dépôt des tramways. Cette liste donne lieu à un poème mais le résultat ne lui convenant pas, il choisit finalement d'écrire une chanson sur les relations amicales et amoureuses qui ont marqué sa vie.
Dans sa dernière interview, donnée au magazine Playboy en 1980, John Lennon revient sur le processus d'écriture : « C’est la première chanson que j’ai écrite où je parlais consciemment de ma vie. Au début, nous écrivions juste des chansons à la Everly Brothers, Buddy Holly, des chansons pop sans plus de réflexion que cela. Les mots n'avaient presque pas de sens. Au départ, In My Life décrivait un trajet en bus à Liverpool, depuis ma maison du 250 Menlove Avenue jusqu’en ville. J’y mentionnais tous les endroits dont je pouvais me souvenir. J’ai tout mis sur papier, mais c’était ennuyeux. J'ai donc abandonné l'idée, je me suis détendu, et ces paroles me sont venues, à propos des copains et petites amies du passé. Paul m’a aidé pour le pont ».
Si John Lennon explique avoir été aidé par Paul McCartney sur la composition du pont, les origines de la composition musicale demeurent incertaines en raison de témoignages divergents. Après la séparation des Beatles, In My Life est une des rares chansons où les deux musiciens sont en désaccord sur leurs contributions respectives. McCartney explique ainsi : « Je suis arrivé chez John pour une séance d'écriture et il avait cette très jolie strophe en ouverture [...] Mais dans mes souvenirs, il n'avait pas de mélodie ». McCartney raconte être descendu au sous-sol de la maison et se souvient avoir composé un air inspiré par Smokey Robinson & The Miracles avec un mellotron. Le bassiste assure avoir composé toute la mélodie, après avoir demandé à son comparse de le laisser seul pendant dix minutes. McCartney soutient qu'il aurait terminé la composition de la chanson une fois Lennon revenu, et que ce dernier aurait jugé la mélodie « jolie ». Il ajoute : « Je trouve quand même super qu'au milieu de tout ce qu'on a écrit ensemble, nous n'apparaissions en désaccord que sur deux titres ». La chanson est terminée avant l'entrée en studio du groupe à l’automne 1965.

### Enregistrement

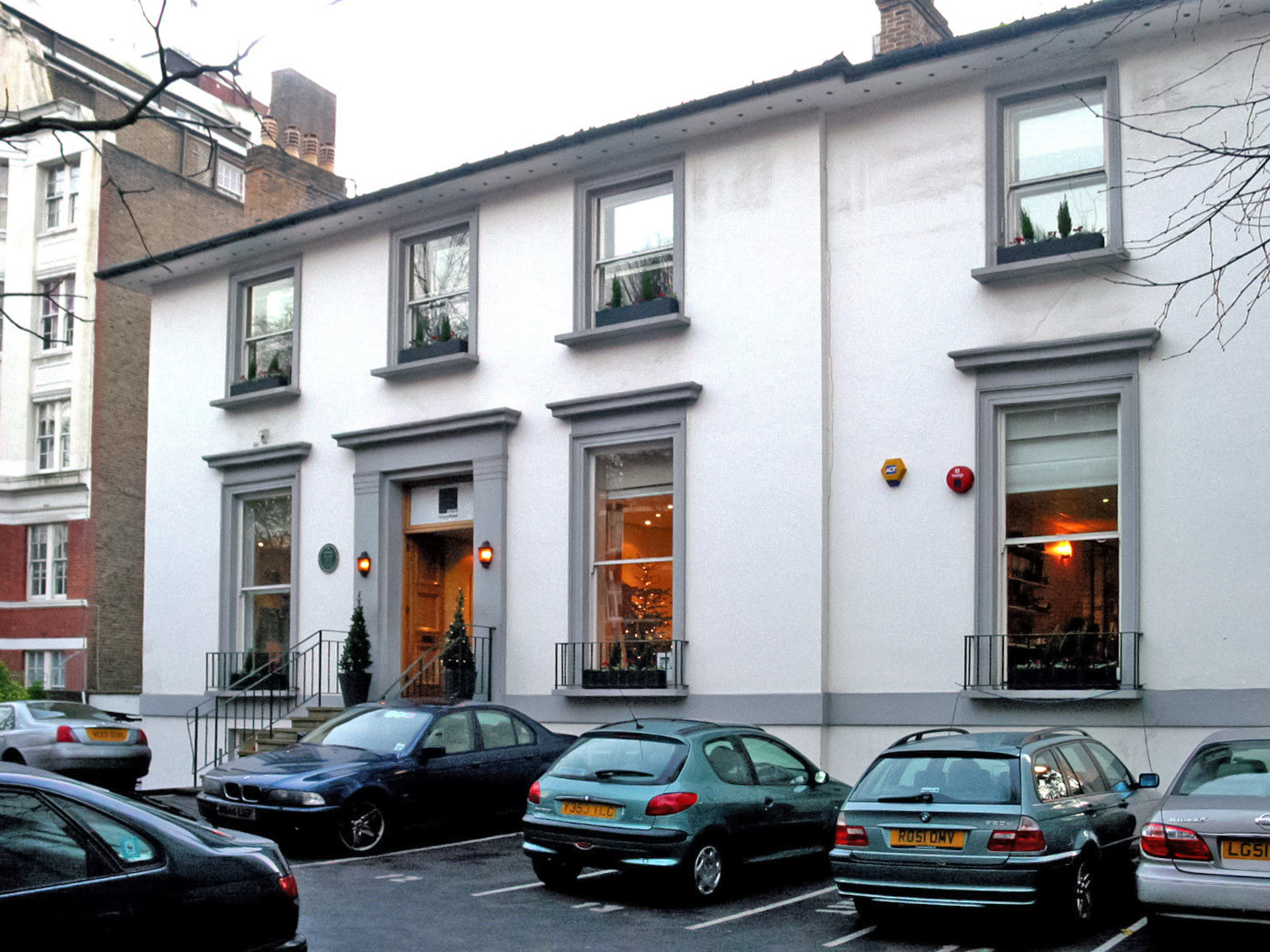
La chanson est en enregistrée aux Studios EMI les 18 et 22 octobre 1965.

Les Beatles se retrouvent aux studios EMI à Londres le 12 octobre 1965 pour débuter l'enregistrement de l'album Rubber Soul. Le 18 octobre, le groupe se réunit dans le studio n°2 à 14 h 30 et débute par la première prise de If I Needed Someone. Puis, les Beatles répètent In My Life et enregistrent trois prises jusqu'à 17 h 30. La formation est dans sa configuration habituelle avec John Lennon et George Harrison à la guitare, Paul McCartney à la basse et Ringo Starr à la batterie et au tambourin. Chaque musicien utilise le même matériel que sur l'album Help. Lennon et Harrison jouent sur deux Fender Stratocaster de modèle Sonic Blue. Quant à McCartney, il utilise son habituelle basse Rickenbacker 4001S et se dote d'un nouvel amplificateur Fender, également utilisé par Harrison. L'équipe technique se compose du producteur George Martin, de l'ingénieur du son Norman Smith et du second ingénieur Ken Scott. Les Beatles consomment à cette époque beaucoup de marijuana, mais ils évitent de le faire en studio durant les séances d’enregistrement. George Martin se montre patient et compréhensif, étant présent en permanence pour le groupe. Sa grande culture musicale et ses compétences techniques sont des atouts majeurs pour le quatuor, ce qui renforce sa cohésion. Ringo Starr et George Harrison admettent que « fumer de l'herbe » nuit à la qualité de jeu du groupe, les rendant parfois malades. « Ça ne fonctionnait pas pour les Beatles de faire de la musique trop défoncés. Ça allait bien d'en prendre la veille — quand on a la mémoire créative — mais on ne pouvait pas fonctionner sous emprise ».
La piste rythmique, composée de deux guitares, une basse et une batterie sert de base de travail pour le re-recording. Une troisième guitare et le tambourin sont ajoutés, ainsi que le chant principal de Lennon, qui est doublé, accompagné des chœurs de McCartney et Harrison. La troisième prise est jugée la meilleure, mais le groupe manque d'idées pour l'instrumentalisation du pont de la chanson, qui reste vacant pendant quelques jours. Le 22 octobre, les Beatles se réunissent de nouveau dans le studio n°2 à 10 h 30 afin de terminer la chanson. Stuart Eltham officie en tant qu'ingénieur du son principal, assisté de Mike Stone. Un solo de guitare est envisagé pour le pont, mais l'idée est abandonnée.
C'est finalement le producteur, George Martin, qui compose et joue un solo de piano, après des essais infructueux à l'orgue Hammond. Il recherche un son de clavecin baroque, ce qui nécessite d'accélérer la bande de piano, à vitesse double. Il s'enregistre donc en jouant exactement deux fois moins vite et à l'octave inférieure, si bien que lorsque la bande est accélérée, le piano sonne comme un clavecin et le solo retrouve la bonne vitesse et la bonne tonalité. Ce subterfuge a d'ailleurs bien aidé George Martin, reconnaissant qu'il aurait été incapable de jouer cette partie de piano à vitesse réelle. Il explique avoir cherché une solution devant l'embarras de Lennon : « John n'arrivait pas à décider quoi faire, et alors qu'ils prenaient une pause pour le thé, j'ai ajouté un solo de piano baroque que John n'a pas entendu avant de revenir ». À 11 h 30, l'enregistrement est terminé, et Lennon est très satisfait du résultat. Les mixages audio mono et stéréo sont effectués les 25 et 26 octobre au sein du studio n°2. Le même jour, les Beatles sont reçus au Palais de Buckingham pour être nommés membres de l'Ordre de l'Empire britannique par la reine Élisabeth II. Par la suite, ils se rendent compte qu'ils sont davantage productifs le soir, et changent ainsi leurs horaires de répétitions, débutant les séances plus tard dans l'après-midi, et les poursuivant jusqu'au lendemain matin. Le groupe termine l'enregistrement du reste de l'album dans la nuit du 11 au 12 novembre 1965 avec la chanson You Won't See Me,. George Martin note la bonne ambiance qui a régné durant les séances d'enregistrement de l'ensemble de l'album et souligne que le groupe « a pris du bon temps dans le studio ».

## Caractéristiques artistiques

### Musique et paroles
« All these places had their moments, With lovers and friends I still can recall, Some are dead and some are living, In my life, I've loved them all »
— John Lennon, In My Life

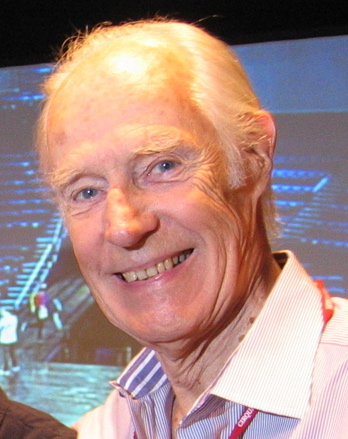
George Martin effectue un solo de piano sur le pont de In My Life.

Le musicologue Alan W. Pollack remarque que le genre musical de In My Life se rapproche d'une ballade folk aux influences baroques. La structure mélodique de la chanson débute par une introduction, sur des accords de guitare et de basse jouées simultanément. Puis, la voix doublée de John Lennon suit dans le premier couplet, accompagnée des chœurs de Paul McCartney. Pollack note que la chanson ne comporte pas de refrain mais que les deux couplets précèdent un pont. George Martin interprète le solo de piano présent avant le troisième pont de la chanson. Il tente d'utiliser un orgue Hammond pour l'effectuer, mais, déçu par le résultat, opte finalement pour un piano classique,. L'outro de la chanson est similaire à son introduction, les accords de guitare et de basse étant accompagnés de la dernière phrase de Lennon chantée sur le dernier pont.
Ringo Starr effectue un rythme de batterie qui, selon Rolling Stone, « encourage John Lennon à poursuivre vers la ligne suivante ». Pollack précise que « les percussions aident à articuler la forme » de la chanson, à l'aide « d'un rythme syncopé, ponctué par des coups de cymbales de charleston discrets ». Le pattern de batterie change durant les ponts et Starr joue tous les temps sur la cloche de sa cymbale ride, accompagné d'un tambourin. Les paroles traitent d'abord des lieux que fréquente Lennon durant sa jeunesse. L'auteur précise que certains de ces lieux emblématiques de sa jeunesse ont disparu, ou que d'autres ont été remaniés. Puis, le texte se concentre sur les relations amicales et amoureuses du musicien. Lennon confie à son ami Pete Shotton qu'une partie des paroles est un double hommage à lui-même et Stuart Sutcliffe, membre éphémère des Beatles et mort trois ans plus tôt. La chanson aborde ainsi les thèmes de la mort et des effets du temps.

### Interprètes
Musiciens
- John Lennon — chant, guitare rythmique
- Paul McCartney — basse, chœurs
- George Harrison — guitare principale, chœurs
- Ringo Starr — batterie, tambourin
- George Martin — piano

Personnel technique
- Enregistrement du 18 octobre 1965 :
  - George Martin — producteur
  - Norman Smith — ingénieur du son
  - Ken Scott - second ingénieur

- Enregistrement du 22 octobre 1965 :
  - George Martin — producteur
  - Stuart Eltham — ingénieur du son
  - Mike Stone — second ingénieur

## Parution et réception

### Sortie et tournée britannique
Comme toutes les chansons écrites par John Lennon ou Paul McCartney, la chanson est signée Lennon/McCartney. Depuis leur rencontre en 1957, les deux auteurs ont en effet passé un accord, leurs compositions étant systématiquement créditées sous le nom du duo, peu importe le degré de contribution sur les paroles ou la musique. In My Life paraît le 3 décembre 1965 au Royaume-Uni et trois jours plus tard aux États-Unis sur l'album Rubber Soul. Les Beatles choisissent le titre de l'album sur une idée de Paul McCartney, qui se trouve être un jeu de mots entre rubber sole, qui signifie « semelle en caoutchouc », et rubber soul, qui se traduit par « âme en caoutchouc ». McCartney déclare : « Je crois que le titre est venu d'une remarque qu'un vieux bluesman avait faite à propos de Mick Jagger. J'ai quelques bandes de nous jouant I'm Down et là-dessus on m'entend parler de Mick. Je raconte que je viens de lire un truc sur un vieux type américain qui a dit : « Mick Jagger, ouais, ils sont bons mais c'est de la Plastic Soul » ». In My Life figure sur les versions britannique et américaine de l'album, mais ne paraît pas en single. En effet, We Can Work It Out et Day Tripper, enregistrées en octobre 1965, mais qui ne font partie de la liste des chansons de Rubber Soul, sont choisies pour paraître en format 45 tours. Rubber Soul marque la fin d'une ère de production intense pour le groupe, puisqu'après sa sortie, les Beatles cessent d'enregistrer deux albums par an. L'ingénieur du son Norman Smith, est pour sa part promu producteur mais cesse sa collaboration avec les Beatles. En effet, George Martin ne souhaite pas que Smith occupe à la fois les deux fonctions, au risque d'être relégué au second plan. Ce dernier est remplacé par le jeune Geoff Emerick dès 1966,.
Quelques semaines après sa sortie, Rubber Soul atteint la première position de plusieurs classements musicaux dans le monde, dont le Billboard 200 et le UK Albums Chart,. John Lennon admet que In My Life est sa « première vraie grande chanson », tout comme George Martin, qui souligne qu'il s'agit d'une de ses chansons préférées « parce que c'est tout à fait John ». Les Beatles entament par la suite leur dernière tournée en Grande-Bretagne. Le groupe commence en effet à ressentir la lassitude ressentie lors des représentations, le comportement de certains fans et journalistes étant notamment pointés du doigt. La formation reconnaît que les concerts sont de plus en plus en difficiles à assurer à cause du public — les cris des spectateurs masquant la musique — mais également pour des raisons techniques. Ringo Starr déclare que « d'une certaine manière, les séances de Rubber Soul ont été le début de la fin ».

### Accueil critique

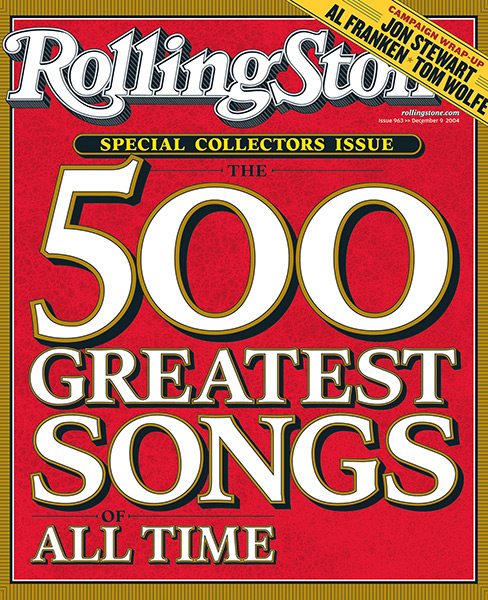
La couverture de Rolling Stone du 9 décembre 2004. In My Life figure à la 23e place des 500 plus grandes chansons de tous les temps.

L'accueil critique réservé à l'album Rubber Soul est très positif. La production sophistiquée de George Martin, l'utilisation de nouveaux instruments comme le sitar, ainsi que l'importance des influences folk rock de Bob Dylan sont régulièrement citées comme les principales réussites de l'album à l'époque de sa sortie. Robert Christgau n'attribue pour sa part aucune note à Rubber Soul sur son site, mais déclare que « l'innovation, l'intelligence des paroles sont à peu près doublement meilleures que tout ce qui a été produit précédemment ». Plus récemment, Richie Unterberger, du site AllMusic, attribue la note maximale de cinq étoiles, en précisant que « le groupe commence à étendre les paramètres instrumentaux conventionnels », faisant notamment référence au son de clavecin dans In My Life.
Neil McCormick, du Daily Telegraph, reconnaît que « la production est ouverte et spacieuse » et que « Lennon tire son épingle du jeu avec des chansons réfléchies [...] et la totalement majestueuse In My Life ». De même, Scott Plagenhoef, du site Pichfork, donne la note maximale de dix sur dix, et souligne l'importance des influences de Bob Dylan et des Byrds dans la composition des chansons. Concernant In My Life, le critique note que la chanson dégage « une atmosphère remarquablement calme et paisible, en opposition à l'inévitabilité de la mort ». Enfin, le site Classic Rock Reviews qualifie In My Life comme « le chef d’œuvre de Lennon » et juge que « les deux minutes-trente montrent les Beatles à leur meilleur niveau en 1965 ».
In My Life figure également en bonne position dans plusieurs classements musicaux. En 2000, la revue musicale Mojo hisse le morceau en tête du classement des « 100 meilleures chansons de tous les temps ». De son côté, le magazine Rolling Stone place le titre en vingt-troisième position de sa liste des « 500 plus grandes chansons de tous les temps ». En 2020, Rolling Stone remarque que la chanson « a représenté l'évolution de Lennon en tant qu'artiste ». La chanson occupe la cinquième place des « 100 meilleures chansons des Beatles » selon la revue musicale. À l'occasion des cinquante ans de la sortie de Rubber Soul en 2015, Rolling Stone met à l'honneur le jeu de batterie sur In My Life, en précisant que la chanson « serait impossible à imaginer sans Ringo Starr, et que c'est une des seules raisons pour lesquelles chaque reprise sonne plat ». Cinq ans plus tard, le même journaliste Rob Sheffield considère toujours la chanson comme « le joyau sentimental de l'album ».
De son côté, Daniel Ichbiah, écrivain et spécialiste du groupe, note que « la chanson a pris de l'importance au fil des années » et la classe en septième position des meilleures chansons des Beatles. Enfin, le magazine Le Point qualifie le titre comme « une magnifique évocation des amis et des lieux disparus par Lennon, assortie d'un piano baroque joué par George Martin » et classe la chanson trentième meilleure chanson du groupe.
Enfin, In My Life est incluse dans la sélection étendue des 660 « chansons qui ont façonné le rock 'n' roll » du Rock and Roll Hall of Fame.

### Postérité et reprises

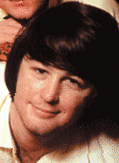
In My Life et l'ensemble de l'album Rubber Soul ont inspiré Brian Wilson pour la composition de Pet Sounds en 1966.

L'influence la plus notable de In My Life et de l'ensemble de Rubber Soul est la conception de l'album Pet Sounds par Brian Wilson. Le chanteur des Beach Boys déclare en effet à propos de Rubber Soul que « toutes les chansons vont ensemble comme aucun album ne l'a fait auparavant ». Après la parution de Pet Sounds en 1966, Paul McCartney reconnaît à son tour que God Only Knows est sa chanson préférée de tous les temps. In My Life figure sur plusieurs compilations des Beatles, The Beatles 1962–1966, sortie en 1973 et Love Songs, parue en 1977. En 1987, à l'occasion des rééditions des disques des Beatles, Rubber Soul est remastérisé par George Martin en stéréo. L'année suivante, In My Life est incluse dans la bande originale du film documentaire Imagine: John Lennon, qui a donné la sortie de l' album du même nom en 1988, soit huit ans après l'assassinat de John Lennon. Elle est également présente sur The Capitol Albums, en 2006 ainsi que sur la version remastérisée de l'Album Rouge et Bleu en 2010. In My Life est reprise par plusieurs proches de John Lennon. George Harrison joue sa propre version au cours de sa tournée avec Ravi Shankar en Amérique du Nord en 1974. Quant à George Martin, il réenregistre la chanson sur son album In My Life, qui comprend diverses versions orchestrées de plusieurs chansons des Beatles. Cynthia Lennon rend également hommage à son ex-mari en 2012 en participant au projet The Beatles Complete On Ukulele et en interprétant la chanson,.
In My Life est également reprise par d'autres artistes internationaux comme Bette Midler, Cilla Black et Miriam Makeba,,. Keith Moon, batteur du groupe The Who et ami de Paul McCartney, publie la chanson sur l'album Two Sides of the Moon, et propose une version plus lente au piano et accompagné de chœurs. Rod Stewart enregistre une version davantage gospel, qui est publiée en single en 1986. José Feliciano l'interprète sur son album A Tribute To The Beatles, en 1991. En 1994, la chanson sert de Requiem, en étant jouée aux funérailles de Kurt Cobain. Par ailleurs, la chanson est également remixée en 1997 par plusieurs artistes jamaïcains, sur l'album Reggae Tribute to the Beatles, à l'occasion du réenregistrement d'une partie de la discographie du groupe en version reggae. Dans les années 2000, la popularité de la chanson ne faiblit pas puisque d'autres artistes comme Johnny Cash ou Ozzy Osbourne proposent leur reprise, respectivement sur leurs albums American IV: The Man Comes Around et Under Cover,. Le 16 novembre 2010, l'ensemble des chansons des Beatles sont disponibles en téléchargement légal sur la plateforme iTunes. In My Life est récompensée en juillet 2019 d'un disque d'argent par la British Phonographic Industry, totalisant plus de 200 000 téléchargements.
En 2018, In My Life est publiée sur l'album de reprises Avec toi par Sylvie Vartan. La chanteuse française, mariée à Johnny Hallyday entre 1965 et 1980 a régulièrement écouté la chanson à l'époque où elle a été l'épouse du rockeur. In My Life est une des chansons préférées de l'animateur Philippe Gildas ; celle-ci est diffusée lors de ses obsèques au cimetière du Père-Lachaise le 5 novembre 2018. La même année, une étude scientifique est réalisée pour lever le doute sur la composition de la mélodie de In My Life. Après avoir dressé le profil des deux compositeurs présumés, les statisticiens considèrent la mélodie comme un texte — les accords et leurs enchaînements représentant les mots — puis affinent leurs probabilités en les comparant à d'autres chansons écrites par Lennon et McCartney. Les scientifiques indiquent que les résultats sont « sans appel » et que la musique a été composée par John Lennon. Les chercheurs déclarent : « John Lennon est, selon toute vraisemblance, le compositeur de l'ensemble de la musique. Les auteurs ont retenté l'expérience non pas sur le morceau entier, mais sur un groupe de huit mesures, qui semble davantage être dans le style de Paul McCartney. La conclusion est identique ».
Le 13 novembre 2020, In My Life est publiée sur l'album de reprises Stop Stealing The Covers! par Tom Rosenthal, sous son pseudonyme Edith Whiskers.